# Шепот от отвъдното (сезон 2)
Вторият сезон на Шепот от отвъдното, американски сериал, създаден от Джон Грей, се излъчи в САЩ между 22 септември, 2006 г. и 11 май, 2007 г., съдържайки 22 епизода. Сериалът следи живота на млада жена, която може да общува с духовете на мъртвите. Докато някои хора отблъскват нея и дарбата ѝ, Мелинда се бори да води възможно най-нормален живот със семейството си.
Вторият сезон се излъчваше в САЩ всяка петък вечер в 20:00 по CBS, където получи 9.90 милиона зрители средно на епизод, третият най-висок среден рейтинг от всички сезони.

## Сюжет
Във втори сезон Андреа бива привлечена от Романо, но по-късно преминава в Светлината, заедно с част от пътниците на самолета.
Мелинда се запознава с Делиа Банкс, синът ѝ Нед и професор Рик Пейн. До края на сезона, те всички разбират за дарбата ѝ, при различни обстоятелства и с различни реакции. Към края на сезона Мелинда се запознава с Гейбриъл – той също има дарбата, но я използва за целта на Романо и спира духовете да преминат в Светлината. Той, както и Романо, работи за Сенките. В края на сезона Мелинда разбира, че Гейбриъл крие мащабен план. В 4 поредни години са се случвали инциденти на една дата – кораб потъва в Англия, влак излиза извън релси в Русия, голям мост пада в Италия и самолет катастрофира в Грандвю. От 4-те инцидента има само по едно оцеляло дете. Те се събират и Мелинда трябва да ги защитава, докато не разбере какво ще се случи на петата година. През сезона тя получава различни знаци, които се опитват да ѝ подскажат за плана, включително надпис на латински върху гърба на Джим, значещ „смърт на любим човек“. Когато кметът на града организира преклонени пред загиналите в самолетната катастрофа преди точно една година, Гейбриъл отвлича оцелелите деца и ги праща на преклонението. Мелинда разбира за това и идва, виждайки как непреминалите духове от катастрофата се вселяват в огромен стълб, около който обикалят децата. Той пада и Мелинда се хвърля пред тях за да ги защити. Когато идва в съзнание разбира, че децата са имали видения на случилото се. Когато Мелинда не разбира за какво говорят, тя се обръща, виждайки тялото си, осъзнавайки, че е мъртва. Тя вижда светлината и пред нея баща ѝ, който я е изоставил, когато е била малка. Той ѝ разкрива, че Мелинда има брат, подозирайки, че това е Гейбриъл. В същото време децата успяват да върнат Мелинда към живот.

## Продукция
Шепот от Отвъдното е планиран приблизително 2 години преди премиерата си. Той е съвместна продукция на ABC Studios и CBS. Базиран е на истории на Джеймс Ван Прааг и Мери Ан Уинковски. Заснет е на сцени в Universal Studios, като за част от декора са използвани декори от други филми. Екипът на сериала твърди, че са посещавани от истински духове, докато снимат.
В началото са предвидени само 13 епизода за целия сериал, но след успешния си дебют на 23 септември, 2005 година е поръчан пълен 22-епизодов първи сезон. След като Шепот от Отвъдното разбива мита за проклятието на петък вечер (в САЩ в петък вечер рейтингите на всички предавания падат) той продължава и за втори сезон, който също бе успешен.

## Рейтинг
През втория сезон рейтингите леко падат, но сериалът все още пази своята популярност. Финалът на втори сезон става най-ниския рейтинг на сериала по времето, когато се излъчи – 9.15 милиона зрители. Най-високият рейтинг за сезона е 11.46 милиона зрители на 8 епизод („The Night We Met“).

## DVD релийзи
| Сезон | Данни | Екстри                                                                                      | Дата на пускане |
| ----- | --- | ------------------------------------------------------------------------------------------- | --- |
| 2     | - 22 епизода - 6 диска - Видео: Широкоерканно 1.78:1 Aspect Ratio - Аудио: Dolby Digital 5.1 Surround - Със субтитри | - Аудио коментари - Зад сцените - The Other Side уеб-епизоди - Тарот карти - Музикален клип | Регион 1 18 септември 2007 Регион 2 25 февруари 2008 Регион 3 8 април 2008 (Хонгконг) 26 юли 2008 (Корея) Регион 4 2 април 2008 (Австралия) 12 септември 2008 (Бразилия) |

## Герои и актьори
| Актьор            | Герой             |
| ----------------- | ----------------- |
| Дженифър Лав Хюит | Мелинда Гордън    |
| Дейвид Конрад     | Джим Кланси       |
| Камрин Манхайм    | Делиа Банкс       |
| Патрик Джоунс     | Нед Банкс         |
| Джей Мор          | Професор Рик Пейн |

## Епизоди
| Еп. № | Заглавие                             | Сценарист(и)                   | Режисьор(и)        | Първо излъчване                                       | Брой зрители (в милиони) |
| --- | ------------------------------------ | ------------------------------ | ------------------ | ----------------------------------------------------- | ------------------------ |
| 1 | Love Never Dies                      | Джон Грей                      | Джон Грей          | 22 септември 2006 г. (САЩ) 10 юни 2008 г. (България)  | 10.33                    |
| Мъжът в черно убеждава Андреа да не премине в Светлината. Мелинда търси помощта на професор по история и култове към свръхестественото, Рик Пейн, за да разпознае мъжът в черно. Дали ще успее да върне Андреа в правия път и кой е мъжът в черно? |                                      |                                |                    |                                                       |                          |
| 2 | Love Still Won't Die                 | Джон Грей                      | Джон Грей          | 29 септември 2006 г. (САЩ) 10 юни 2008 г. (България)  | 9.73                     |
| Мелинда открива дух, който иска да говори със съпругата си. Когато Мелинда му помага, жената ѝ се ядосва. Мелинда открива, че духът е приятел от миналото и трябва да се опита да го прекоси в Светлината, преди да е разрушил връзката ѝ с Джим. Междувременно, Делия и Нед се запознават с Мелинда. |                                      |                                |                    |                                                       |                          |
| 3 | Drowned Lives                        | Джон Грей и Джед Зайдел        | Иън сандър         | 6 октомври 2006 г. (САЩ) 17 юни 2008 г. (България)    | 9.77                     |
| Мелинда отива на гости на приятели. Те ѝ казват, че имат проблеми с водопровода из къщата, но Мелинда открива, че 6-годишната им дъщеря се е удавила в басейна и сега им е ядосана, понеже не ѝ говорят, не знаейки, че е мъртва. |                                      |                                |                    |                                                       |                          |
| 4 | The Ghost Within                     | Джон Грей и Луис Джонсън       | Фредерик Е.О. Тойе | 13 октомври 2006 г. (САЩ) 17 юни 2008 г. (България)   | 10.18                    |
| Серия орнаменти е предложена в магазина на Мелинда, но тя открива, че вървят заедно и с дух. Духът има аутизъм и ѝ дава видения, вместо да ѝ говори. |                                      |                                |                    |                                                       |                          |
| 5 | A Grave Matter                       | Джон Грей и Катрин Бътърфилд   | Ерик Ланювил       | 20 октомври 2006 г. (САЩ) 24 юни 2008 г. (България)   | 10.27                    |
| Мъж е погребан в грешния гроб и сега нечия чужда съпруга идва на гроба му всеки ден. |                                      |                                |                    |                                                       |                          |
| 6 | The Woman Of His Dreams              | Джон Грей и Катрин Бътърфилд   | Джон Шоуалтър      | 27 октомври 2006 г. (САЩ) 24 юни 2008 г. (България)   | 10.88                    |
| Джим трябва да прекоси сам дух на стара приятелка от училище, която го помни с доброто, което ѝ е сторил. |                                      |                                |                    |                                                       |                          |
| 7 | A Vicious Cycle                      | Джон Грей и Ренин Реншоу       | Ерик Ланювил       | 3 ноември 2006 г. (САЩ) 1 юли 2008 г. (България)      | 11.12                    |
| Джим и Мелинда излизат на къмпинг в гората, но откриват, че в гората ги очаква някой. Духът на жена, която е избягала с дъщеря си от съпруга си, защото той ги е насилвал. |                                      |                                |                    |                                                       |                          |
| 8 | The Night We Met                     | Джон Грей и Дейвид Фалън       | Питър О'Фалън      | 10 ноември 2006 г. (САЩ) 1 юли 2008 г. (България)     | 11.46                    |
| Духът на готвач, починал в пожар в ресторант се запознава с Мелинда, след като ресторантът гори за втори път. Междувременно, Мелинда си спомня за първия път, когато е срещнала Джим и как те са се влюбили. |                                      |                                |                    |                                                       |                          |
| 9 | The Curse Of The Ninth               | Джон Грей и Брийн Фрейзър      | Питър Вернер       | 17 ноември 2006 г. (САЩ) 8 юли 2008 г. (България)     | 10.13                    |
| Мелинда открива музикант, който сякаш над него тегне проклятие и всички концерти се провалят. По-късно Мелинда открива, че духът на баща му го следи и не му позволява да свири неговата музика, докато не изсвири деветата симфония. |                                      |                                |                    |                                                       |                          |
| 10 | Giving Up The Ghost                  | Джон Грей и Джим Коуф          | Фредерик Е.О. Тойе | 24 ноември 2006 г. (САЩ) 8 юли 2008 г. (България)     | 10.57                    |
| Треньор по тенис е следен от духа на най-доброто му попълнение. Духът вини треньора си за смъртта му, но историята е различна, от това, което духът помни. |                                      |                                |                    |                                                       |                          |
| 11 | Cat's Claw                           | Джон Грей и Джим Коуф          | Виктория Хохберг   | 15 декември 2006 г. (САЩ) 15 юли 2008 г. (България)   | 9.66                     |
| Мелинда открива професор в университета, който е преследван от дух. Междувременно, духът ѝ показва ужасяващи и реалистични видения. |                                      |                                |                    |                                                       |                          |
| 12 | Dead To Rights a.k.a. Dead Reckoning | Джон Грей и Уенди Мерикъл      | Питър Вернер       | 5 януари 2007 г. (САЩ) 15 юли 2008 г. (България)      | 11.18                    |
| Мелинда започва да получава странни видения, но по-късно открива, че я следи духът на човек, в кома. Семейството на духа искат да изключат животоподдържащите системи. |                                      |                                |                    |                                                       |                          |
| 13 | Déjà Boo                             | Джон Грей и Луис Джонсън       | Глория Музио       | 12 януари 2007 г. (САЩ) 22 юли 2008 г. (България)     | 10.44                    |
| Мелинда открива духа на мъж на име Ерик. Той се е прераждал множество пъти в различни хора и всеки път когато умре той помни всичките си животи. Сега Мелинда трябва да се справи с всичките личности на Ерик, докато същевременно нейна приятелка ражда и Ерик се опасява, че за пореден път ще се прероди, щом премине в Светлината. |                                      |                                |                    |                                                       |                          |
| 14 | Speed Demon                          | Джон Грей и Алан Ди Фиоре      | Джеймс Фраулей     | 2 февруари 2007 г. (САЩ) 22 юли 2008 г. (България)    | 10.66                    |
| Когато Мелинда се губи на магистрала, тя открива магазин за авточасти. Жената, която го държи, я преследва духът на приятелят ѝ, който я вини за смъртта си. Но историята е далеч по-различна от това, което духът си мисли. |                                      |                                |                    |                                                       |                          |
| 15 | Mean Ghost                           | Джон Грей и Ренин Реншоу       | Иън Сандър         | 9 февруари 2007 г. (САЩ) 29 юли 2008 г. (България)    | 11.16                    |
| Мелинда открива отбор мажоретки, които биват преследвани от духа на бивша мажоретка, но защо тя следи точно тях и каква е нейната история? |                                      |                                |                    |                                                       |                          |
| 16 | The Cradle Will Rock                 | Джон Грей и Джед Зейдел        | Джеймс Крезантис   | 16 февруари 2007 г. (САЩ) 29 юли 2008 г. (България)   | 11.35                    |
| Делия отива в бижутерия за да поправят неин пръстен, но когато отиват да го вземат с Мелинда, магазинът бива ограбен от въоръжен престъпник. По-късно Мелинда открива духа на продавача в бижутерията – Ранди. Тя открива, че той е починал от астматичен пристъп, но той и негов роднина са планирали грабежа, но когато Ранди скрил 75 000 долра от роднината си, той се ядосал и го заключил в мазето, причинявайки пристъпа. |                                      |                                |                    |                                                       |                          |
| 17 | The Walk-In                          | Джон Грей и Брийн Фрейзър      | Ерик Ланювил       | 23 февруари 2007 г. (САЩ) 5 август 2008 г. (България) | 9.54                     |
| Тяло изчезва от моргата, а Мелинда, Джим и професор Пейн разбират, че тялото може би е обладано от дух и си имат работа с отмъстително зомби. |                                      |                                |                    |                                                       |                          |
| 18 | Children of Ghosts                   | Джон Грей и Теди Таненбаум     | Фредерик Е.О. Тойе | 30 март 2007 г. (САЩ) 5 август 2008 г. (България)     | 9.36                     |
| Странни неща се случват на момиче от сиропиталище и Мелинда решава да стане приемен родител, за да се опита да ѝ помогне, но дали проклятието върху момичето ще застигне и нея? |                                      |                                |                    |                                                       |                          |
| 19 | Delia's First Ghost                  | Джон Грей и Ренин Реншоу       | Ким Моузес         | 6 април 2007 г. (САЩ) 12 август 2008 г. (България)    | 9.66                     |
| Мелинда помага на Нед с дух, който го преследва. Оказва се, че духът е баща му и Мелинда разбира, че най-сетне трябва да сподели тайната си с Делия. Но когато това става, Делия я отхвърля и ѝ казва, никога повече да не ги приближава. Същата вечер Чарли започва да ѝ праща знаци и тя разбира, че Мелинда не е шарлатанка. |                                      |                                |                    |                                                       |                          |
| 20 | The Collector                        | Джон Грей и Мелиса Джо Пелтиер | Иън Сандър         | 27 април 2007 г. (САЩ) 12 август 2008 г. (България)   | 9.20                     |
| Мелинда вижда мъж, Гейбриъл Лоурънс, който има нейната дарба. Но по-късно тя окрива, че Гейбриъл има далеч по-различно намерение да използва дарбата си. |                                      |                                |                    |                                                       |                          |
| 21 | The Prophet (Part 1)                 | Джон Грей                      | Джон Грей          | 4 май 2008 г. (САЩ) 19 август 2008 г. (България)      | 9.25                     |
| Мелинда започва да се тревожи за близките си, след като дух ѝ показва видения – дерейлирал влак, потъващ кораб и падащи коли от висок мост. Междувременно, Гейбриъл все още е в Грандвю. |                                      |                                |                    |                                                       |                          |
| 22 | The Gathering (Part 2)               | Джон Грей                      | Джон Грей          | 11 май 2007 г. (САЩ) 19 август 2008 г. (България)     | 9.15                     |
| Мелинда посещава кмета на града и го моли да отложи церемонията за преклонение пред загиналите в самолетната катастрофа. Тя се опитва да намери момиче, което е оцеляло след катастрофата, за да намери обяснение на подобни инциденти. По-късно всичко се навързва, когато се появяват 3 оцелели деца от инцидентите, които духът от предишния епизод показа на Мелинда. 4 поредни години, на 11 май стават инциденти по света – влак излиза извън релси в Русия, едно оцеляло момиче; мост пада в Италия, едно оцеляло момче; кораб потъва в Англия – едно оцеляло дете, самолет пада в Грандвю – едно оцеляло момиче. Всичко се върти около цифрата 5 и сега Мелинда трябва да предвиди петият инцидент. Идва 11 май, Гейбриъл отвлича децата и ги кара да обикалят около висок метален стълб на церемонията за преклонение на загиналите от катастрофата. Когато все още непреминалите духове от катастрофата се появяват и се вселяват в стълба, той пада точно към децата. Мелинда се хвърля пред тях, за да ги защити. Когато идва в съзнание, вижда оцелялото момиче от катастрофата да плаче и то ѝ казва „Съжалявам, това беше моето видение“. Мелинда, не знаейки за какво говори момичето, се обръща и вижда тялото си да лежи неподвижно, а същевременно Джим минава през нея за да се опита да я спаси. Мелинда получаваше знаци през сезона – мъртвите ще оживеят, пчелата с капещата кръв, „Смърт на обичан човек“ върху гръба на Джим. Мелинда вижда Светлината с баща ѝ пред нея. Той ѝ казва, че е време да приеме тъмната си страна и да се обедини с брат си. |                                      |                                |                    |                                                       |                          |

## Рейтинги на сезона
| Име на епизода                       | Рейтинг/Шеър (18 – 49) | Брой зрители (в милиони) |
| ------------------------------------ | ---------------------- | ------------------------ |
| Love Never Dies                      | 3.2/11                 | 10.05                    |
| Love Still Won't Die                 | 2.8/10                 | 9.73                     |
| Drowned Lives                        | 2.8/9                  | 9.77                     |
| The Ghost Within                     | 3.0/11                 | 9.95                     |
| A Grave Matter                       | 3.0/10                 | 10.27                    |
| The Woman Of His Dreams              | 3.1/10                 | 10.88                    |
| A Vicious Cycle                      | 3.6/12                 | 11.12                    |
| The Night We Met                     | 3.4/11                 | 11.46                    |
| The Curse Of The Ninth               | 3.2/10                 | 10.13                    |
| Giving Up The Ghost                  | 3.1/10                 | 10.57                    |
| Cat's Claw                           | 2.9/10                 | 9.66                     |
| Dead To Rights a.k.a. Dead Reckoning | 3.2/10                 | 11.18                    |
| Déjà Boo                             | 3.1/10                 | 10.44                    |
| Speed Demon                          | 3.2/10                 | 10.66                    |
| Mean Ghost                           | 3.5/11                 | 11.16                    |
| The Cradle Will Rock                 | 3.2/10                 | 11.35                    |
| The Walk-In                          | 2.8/9                  | 9.54                     |
| Children Of Ghosts                   | 2.7/10                 | 9.36                     |
| Delia's First Ghost                  | 2.5/9                  | 9.66                     |
| The Collector                        | 2.6/10                 | 9.20                     |
| The Prophet(Part 1)                  | 2.6/10                 | 9.25                     |
| The Gathering(Part 2)                | 2.7/11                 | 9.15                     |